# Edmond Kiraz
Edmond Kiraz (El Cairo, 25 de agosto de 1923 - París, 11 de agosto de 2020), reconocido por su nombre artístico Kiraz, fue un caricaturista e ilustrador nacido en Egipto y nacionalizado francés.

## Carrera
Nacido en El Cairo y de ascendencia armenia, Kiraz comenzó su carrera como caricaturista a los 17 años en su ciudad natal, debiendo emigrar a París después de la Segunda Guerra Mundial. En 1959, mientras trabajaba para la revista francesa Jours de France, su jefe Marcel Dassault lo convenció para que trabajara en el género humorístico, abandonando la temática política por la que ya era reconocido. Con el paso del tiempo, Kiraz desarrolló un estilo pictórico distintivo y humorístico de representar a las mujeres que llamaba Les Parisiennes: muy delgadas, con piernas largas, pechos pequeños y un gesto adusto. En la década de 1970 se convirtió en un colaborador regular de la revista Playboy y trabajó para otras publicaciones como Vogue y Paris Match. En España sus ilustraciones fueron publicadas en la revista "Semana".
Kiraz falleció el 11 de agosto de 2020 en la ciudad de París a los noventa y seis años. Según Sabine Bastien, compañera de trabajo, el ilustrador «murió serenamente en la madrugada del martes en su apartamento parisino del Distrito 6».

## Colecciones
- Lissi, Diogène, 1954.
- Carnet de belles, Pulcinella, 1959.
- Les Parisiennes, Denoël, 1963.
- Les Parisiennes au volant, Denoël, 1966
- La Parfaite Secrétaire, Denoël, 1967.
- Parlez-moi de moi: les Parisiennes, Denoël, 1973.
- Sonate à quatre mains, Filipacchi-Denoël, 1978.
- Les Femmes de Kiraz, Plon, 1985.
- Les Parisiennes se marient, Assouline, 1994.
- Je les aime comme ça, Denoël, 2000.
- Jamais le premier soir, Denoël, 2001.
- Kiraz dans Playboy, Denoël, 2002.
- Elles et moi, Denoël, 2003.
- Mini drames, Denoël, 2005.